# Марківська сільська рада (Тиврівський район)
| Марківська сільська рада — колишній орган місцевого самоврядування у Тиврівському районі Вінницької області з адміністративним центром у с. Марківка. Сільській раді підпорядковані населені пункти: - с. Марківка - с. Кальнишівка - с. Федорівка |

## Склад ради
Рада складалася з 12 депутатів та голови.

## Керівний склад сільської ради
| ПІБ                         | Основні відомості                                                             | Дата обрання | Дата звільнення |
| --------------------------- | ----------------------------------------------------------------------------- | ------------ | --------------- |
| Булаєнко Анатолій Федорович | Сільський голова, 1948 року народження, освіта, безпартійний                  | 26.03.2006   | 31.10.2010      |
| Булаєнко Анатолій Федорович | Сільський голова, 1948 року народження, освіта середня загальна, безпартійний | 31.10.2010   | 00.06.2015      |
| Косецький Артур Борисович   | Сільський голова, 1992 року народження, освіта повна вища, безпартійний       | 29.10.2015   |                 |

Примітка: таблиця складена за даними джерела